# Harpullia alata
Harpullia alata är en kinesträdsväxtart som beskrevs av Ferdinand von Mueller. Harpullia alata ingår i släktet Harpullia och familjen kinesträdsväxter. Inga underarter finns listade i Catalogue of Life.